# Pullimosina meijerei
Pullimosina meijerei är en tvåvingeart som först beskrevs av Oswald Duda 1918.  Pullimosina meijerei ingår i släktet Pullimosina, och familjen hoppflugor. Arten är reproducerande i Sverige.